# Dan Howell
Daniel "Dan" James Howell, född 11 juni 1991 i Wokingham i Berkshire, är en brittisk youtubare, radioprogramledare och författare. Han är mest känd för sin Youtubekanal Daniel Howell (tidigare danisnotonfire) som (2015) hade över sex och en halv miljoner prenumeranter och över 400 miljoner videovisningar. Han bor i London tillsammans med sin samarbetspartner och pojkvän Phil Lester. De två gör ofta videor tillsammans och har en gemensam Youtubekanal som heter DanAndPhilGAMES. På BBC Radio 1 presenterade de den prisbelönta radioshowen Dan and Phil från januari 2013 till augusti 2014. Från september 2014 till 2016 ledde de The Internet Takeover.

## Biografi
Dan Howell föddes i Wokingham, Berkshire och växte upp där med en mamma, pappa och yngre bror. Han tog examen från The Forest School 2009 och tog sedan ett sabbatsår, under vilket han började producera Youtubevideor. 2010 inledde han juriststudier på University of Manchester, men hoppade av ett år senare för att satsa på Youtube och radio som sin karriär. Händelsen dokumenteras av en ung Howell i youtubevideon College Dropout.
I augusti 2011 flyttade han ihop med Phil Lester i Manchester och sommaren 2012 flyttade de tillsammans till London.
Den 13 juni 2019 laddade Howell upp en video, i vilken han kom ut som gay. I videon tog han också upp hur han har upplevt mobbning i skolan. 
Dan Howell uppträder med sin komedishow, "WE´RE ALL DOOMED" från 10 september 2022 till 5 mars. 

## Karriär

### Youtube
Dan Howell var ett stort fan av Youtube och startade sin Youtubekanal danisnotonfire redan som 15-åring 2006. Det skulle däremot dröja till den 16 oktober 2009 innan han laddade upp sin första youtubevideo "HELLO INTERNET", efter uppmuntran från Phil Lester. Kanalen består till större delen av komedisketcher, en del av dem handlar om allvarliga ämnen som livskriser och internethat och andra om mer lättsamma ämnen. Han har även en sidokanal vid namn danisnotinteresting där han vid sällsynta tillfällen laddar upp bloopers och annat.
Åren 2010 och 2011 deltog Dan Howell i livesända "StickAid" för att samla in pengar till Unicef. Tillsammans med Phil Lester startade han 2011 webbserien The Super Amazing Project som sändes varje vecka fram till slutet av 2012. 2011 blev duon tillfrågad om de kunde spela in en julshow för BBC Radio 1:s youtubekanal och Howell hoppade av universitetet för att satsa heltid på Youtube och radio som sin karriär.
Satsningen lönade sig; framåt andra halvan av 2012 ökade hans Youtubekanal med flera hundra tusen nya prenumeranter varje månad. Han vann den popularitetsbaserade Youtubetävlingen SuperNote skapad av Rhett och Link. Han var även med i Ben Cooks dokumentära webbserie Becoming YouTube som utforskade ämnet internetkändisar på Youtube. Det är bekräftat att Howell även kommer att vara med i Becoming YouTube 2.
I november 2014 mottog Dan Howell priset Lovie Internet Video Personality of the Year.
Den 12 september 2014 laddade Howell och Lester upp den första videon på sin nya gemensamma Youtubekanal DanAndPhilGAMES. Den 8 mars 2015 hade kanalen fått en miljon prenumeranter.
Den 1 april 2015 startade duon ännu en ny kanal, DanAndPhilCRAFTS, som ett aprilskämt. På mindre än en vecka hade kanalen fått över 154 000 prenumeranter och dess enda video över 500 000 visningar.
Dans Howells huvudkanal danisnotonfire hade 16 oktober 2015 över fem miljoner prenumeranter och nästan 425 miljoner videovisningar.

### Younow
Som del av sin Youtubekarriär livestreamar Howell sedan 2012 varje tisdag på streamingwebbsajten Younow för att hålla sina prenumeranter uppdaterade om vad han har för sig.

### BBC Radio 1
2011 blev Phil Lester tillfrågad om han ville vara med i en livesänd talangtävling för BBC Radio 1. Han och Dan ställde upp och så många av deras fans ville se på sändningen att BBC:s hemsida kraschade. Efter det fick duon erbjudandet att sända en tvåtimmars julshow på juldagen det året.
Under 2012 samarbetade Howell och Lester med BBC vid ett flertal tillfällen. De gjorde bland annat en dokumentär om internetdejting, spelade in fyra videor bakom kulisserna på BBC Fringe Festival i Edinburgh och intervjuade kändisar vid BBC Teen Awards. De upprepade också sin succé med julshowen från föregående år och blev ombedda att skapa ett pilotavsnitt till en egen radioshow.
Från och med januari 2013 tog duon över The Request Show som sändes under två timmar varje söndag kväll. Det nya programmet gick under namnet Dan and Phil och skapades för att vara väldigt interaktivt med lyssnarna. Förutom att sändas på radio streamades programmet också live som både ljud och film på internet. Fyra månader efter programstarten fick programmet utmärkelsen Sony Golden Headphones. Programmets sista avsnitt sändes den 24 augusti 2014, varefter Howell och Lester förflyttades till måndagsprogrammet The Internet Takeover.
Förutom sina egna radioprogram har Howell och Lester också gjort annat för BBC, som deras årliga närvaro vid BBC Big Weekend, BBC Teen Awards och Reading Festival. 12 februari 2015 var Howell programledare för den första delen av sin egen kampanj #NicerInternet som har som avsikt att öka kunskapen om internethat och -mobbning bland barn och unga. Under sommaren och hösten 2015 spelade han in en BBC-dokumentär om e-sport.

### Tv och film
2013 åkte Dan Howell tillsammans med Phil Lester till New York för att spela in videor för amerikanska digital-tv-kanalen Fuse.
2014 och 2015 presenterade duon tillsammans bakom kulisserna på Brit Awards.
2015 fick Howell och Lester röstskådespela de två birollerna Male Technician 1&2 i den brittiska versionen av Disneys Big Hero 6.
2016 släppte Howell och Lester sin film "the amazing tour is not on fire" och sin dokumentär "Dan and Phil's story of TATINOF"

### The Amazing Book Is Not On Fire och The Amazing Tour Is Not On Fire
25 mars 2015 gav Dan och Phil tillkänna att de skrivit en bok vid namn The Amazing Book Is Not On Fire (TABINOF). Boken publicerades av Ebury Press och gavs ut den 8 oktober 2015 i Storbritannien och 13 oktober i resten av världen. Redan första veckan såldes boken i 26 744 exemplar, vilket innebar en andraplats på The Official UK Top 50 för böcker, och en förstaplats för icke-skönlitterära böcker. TABINOF är den näst bäst säljande Youtube-boken under sin första vecka efter Zoellas bok Girl Online.
I samband med sitt boksläpp åkte paret på turné i Storbritannien i oktober och november 2015. Turnén kallas The Amazing Tour Is Not On Fire (TATINOF) och är en en och en halv timme lång teatralisk scenshow bestående av både fasta komedisketcher och improviserade delar som ändras varje föreställning efter publikens önskemål. 2016 fortsatte turnén i USA, Australien, Dublin, Berlin och Stockholm. Showens sista föreställning var den 6 december i Cirkus Teatern i Stockholm.